# 루이지 알리도시
루이지 알리도시(Luigi Alidosi, 또는 루도비코[Ludovico], ? ~ 1430년)는 1391년부터 1424년까지 통치했던 그의 가문의 마지막 이몰라의 군주이다. 그는 베르트란도 알리도시의 아들이다.
롬바르디아 전쟁 동안, 그의 도시는 필리포 마리아 비스콘티의 공격을 받았고, 그는 밀라노로 사로잡혀 보내졌다. 분쟁이 끝나고 그가 풀려났을때, 이몰라는 교황령이 획득한 상태였다. 그는 시토회의 수도사가 되어, 1430년 로마에서 사망했다.
| 전임 베르트란도 알리도시 | 이몰라의 군주 1391년 - 1424년 | 후임 밀라노 공국에 합병 |